# 王焯冉
王焯冉（1996年11月1日—2020年6月15日），男，汉族，河南郾城人，中国人民解放军陆军烈士、一等功臣。前合成18团合成1营1连2排3班班长，在2020年6月中印加勒万河谷冲突中牺牲，被中央軍委追记一等功。

## 生平
王焯冉是河南省郾城縣黑龙潭镇土城王村（今漯河市）人。毕业于某中等专业学校计算机专业。
2016年9月入伍后为新疆軍區某團新兵一連戰士。2020年5月26日書寫請戰書，時任新疆军区某合成团某营“进藏先遣英雄连”二排三班班長。2020年6月，印軍越線搭設帳篷，并潜藏、调动大量兵力，使用钢管、棍棒、石块攻击边防第三六三团团长祁发宝等谈判人员。王焯冉和马命等连夜渡河增援一线，第4次蹚河时有人被激流冲散，拼力救助被衝散的戰友脫險，王焯冉和马命将3名战友推上岸，自己被冻得几乎失去知觉，此时他的一只脚被卡在了水下巨石缝中。王焯冉把马命推向岸边后在河水中牺牲。退役军人事务部褒扬纪念司会同中央军委政治工作部相关部门认真研究情况。当月，包括王在内的4名官兵全部被评定为烈士，后被追认为中国共产党党员。
2021年被评为全国敬业奉献道德模范。

## 纪念
王焯冉烈士的骨灰安葬于漯河市烈士陵园。漯河市退役军人事务局出面协调解决王焯冉的妹妹在漯河市第一中等专业学校的就学、实习问题。在其逝世后，乡亲们和王焯冉的家人将王焯冉的牺牲消息一直未告知其奶奶。
2021年10月初，中村社区民兵连更名为王焯冉民兵连。

## 遗言
“前方任务重要！你先上，如果我死了，照顾好我老娘！”